# 贡山秋海棠
贡山秋海棠（学名：Begonia gungshanensis）为秋海棠科秋海棠属的植物，为中国的特有植物。分布于中国大陆的云南等地，生长于海拔1,400米至2,000米的地区，一般生于山坡常绿阔叶林缘及山坡水沟边灌丛中，目前已由人工引种栽培。